# (91214) Diclemente
(91214) Diclemente est un astéroïde de la ceinture principale.

## Description
(91214) Diclemente est un astéroïde de la ceinture principale. Il fut découvert le 23 décembre 1998 à San Marcello Pistoiese par Andrea Boattini et Luciano Tesi. Il présente une orbite caractérisée par un demi-grand axe de 2,18 UA, une excentricité de 0,07 et une inclinaison de 2,7° par rapport à l'écliptique.

## Compléments